# Жерновков, Григорий Иванович
Григорий Иванович Жерновков (1 февраля [20 января] 1876, с. Лебеди, Кузнецкий уезд Томская губерния, Российская империя — 10 июля 1938, Новосибирск, Новосибирская область, РСФСР, СССР) — русский журналист, юрист, общественный и политический деятель, видный областник Новониколаевска.

## Биография
Родился 1 февраля 1876 года в селе Лебеди Томской губернии. В 1896 г. окончил Томскую духовную семинарию, но отказался пойти на службу в духовное ведомство.
В 1896–1897 гг. учился на медицинском факультете Томского университета, но разочаровался в профессии и перевёлся на юридический факультет Казанского университета.
В 1898 году Жерновкова заключили в тюрьму после участия в студенческой демонстрации.
В 1902 году он был выслан в Симбирск за председательствование на сходке студентов и лишён права обучаться в университетах Российской империи. В сентябре этого года переехал в Париж, где учился в Высшей русской школе обществоведения и естественных наук до августа 1903 года. Затем вернулся в Россию и служил в Томске юрисконсультом Управления сибирских железных дорог, откуда был уволен в 1905 году из-за членства в забастовочном комитете.
В 1906 году окончил юридический факультет Томского университета. В марте этого года переехал в Новониколаевск, где фактически сразу был подвергнут обыску как деятель революционных сил.
До марта 1907 года Жерновков был корректором, а позднее журналистом и секретарём в редакциях «Народной летописи», «Сибирской нови», «Алтайского дела» и т. д.. Был близким сотрудником Н. П. Литвинова, активно участвовал в его изданиях. Разгону первой Государственной думы в июле 1906 г. посвящена его статья «Государственный переворот». Публикуется также в иногородних областнических изданиях («Сибирская жизнь», «Сибирские вопросы» и др.).
В 1910-е годы занимается в Новониколаевске пропагандой областнических идей и публикуется как в местных, так и других изданиях, в частности, в томском журнале «Право и финансово-промышленная жизнь Сибири» (член редколлегии) и в «Сибирских записках» (Красноярск). Его статьи публиковались под псевдонимами «Г..Ж.», «Игорь—Сибиряк», «Гр. Иванович», «Г. И-ч» и др., а к 70-летию Н. М. Ядринцева он опубликовал большую статью в газете «Обская жизнь» за 1912 г.. Публиковал в этой же газете статьи, посвященные экономике Новониколаевска и необходимости создания Новониколаевского уезда, выступал за создание в городе первого в Сибири сельскохозяйственного вуза, вместе с Литвиновым во время выборов в Государственную думу агитировал против черносотенцев.
Как юрист-адвокат, с 1907 г. он был помощником присяжного поверенного, с 1915 г. — присяжным поверенным.
С 1909 по 1914 год Жерновков — гласный Новониколаевской городской думы.
В 1913 году был одним из организаторов и председателем Новониколаевского отделения Общества изучения Сибири и улучшения её быта. В этом же году стал председателем родительского комитета женской гимназии П. А. Смирновой, где училась его старшая дочь Клавдия.
Также в документах фонда Г. И. Жерновкова есть сведения, что в 1907 г., 1912 г. он был городским санитарным попечителем, в 1909 г. — членом городской исполнительной училищной комиссии при Новониколаевской городской управе и членом финансовой комиссии Новониколаевской городской управы.

### После Февральской революции
После Февральской революции 1917 года создаёт вместе с драматургом и журналистом И. Я. Абрамовичем в Новониколаевске первую и единственную областническую партию на территории Западной Сибири — Сибирский союз независимых социалистов-федералистов, председателем Новониколаевского бюро этой партии был назначен Н. П. Литвинов. До этого он не принадлежал к какой-либо из существующих партий. Однако во время выборов в Городскую думу Союз потерпел неудачу, после чего практически распался.
В период Временного правительства Жерновков Г.И. был членом Новониколаевского военно-промышленного комитета при Комитете общественного порядка и безопасности, в 1917 г. являлся председателем Новониколаевского комитета Всероссийского союза городов помощи больным и раненым воинам.
15 октября 1917 года во время 1-го Сибирского областного съезда в Томске был избран в Сибирский областной исполнительный комитет. В 1917 г. в Красноярске вышла работа Жерновкова Г. И. "Сибирская областная федерация: (Опыт схематического построения Сибирской федерации)", в которой он предложил проект конституции Сибирского Союза Вольных Штатов — автономного сибирского государства в составе российской демократической федерации.
После первой советизации Сибири Литвинов и Жерновков отошли от политической борьбы, и занялись обустройством курорта на Алтае. В период гражданской войны Жерновков отметился публикацией научно-популярной брошюры «На заре сибирской истории».
Не замеченный в сотрудничестве с белыми, Жерновков смог легко устроиться на советскую службу по окончании гражданской войны. В мае 1920 г. был избран членом исполкома профсоюза работников просвещения и социалистической культуры.
В 1920—1921 годах был председателем музейного совета местного Отдела народного образования, совместно с В. А. Анзимировым участвовал в организации Новониколаевского музея.
С 1922 года трудился в Сибревкоме и Сибгосплане консультантом-экономистом, затем поступил на должность секретаря дирекции Сибгосторга, работал экономистом текстильтреста, инженером-экономистом Сибстройпути и садоводом-инструктором в опорном мичуринском пункте. Был членом коллегии защитников Новониколаевской губернии. В 1922—1923 гг. продвигал идею создания Сибирского областного музея народного хозяйства.
В 1920-х годах он был в числе идеологов «советского областничества», утверждал, что советская власть благодаря созданию в Сибири автономии в виде Сибирского края де-факто реализует программу областников, а также решает задачи национальной автономии и развития сибирских народов. Жерновков печатался в советских журналах и газетах, был участником литературного движения в Новосибирске. В 1926—1928 гг. занимается адвокатской практикой, в 1927 г. вступил в Общество изучения Сибири и её производительных сил.
В 1928 году был первый раз арестован ОГПУ по обвинению в антисоветской агитации и приговорён к двум годам ссылки у отца в Коураке, в 1930 году, вскоре после освобождения, арестован второй раз, но отпущен без предъявления обвинений. В 1930—1931 гг. работал в Сибирском филиале НИИ кожевенной промышленности ВСНХ.
Весной 1931 г. Коуракский сельсовет решил раскулачить отца Г. И. Жерновкова, что вызвало четырёхлетние судебные тяжбы и подорвало психическое здоровье областника. В середине 1930-х годов стал профессионально заниматься садоводством, которое с начала 1910-х гг. было его хобби.
8 марта 1938 года Жерновков был арестован третий раз и обвинен в причастности к «эсеро-монархической организации», 10 апреля тройка УНКВД по Новосибирской области вынесла ему приговор о высшей мере наказания по статье 58-2,8,11 УК РСФСР. Расстрелян 10 июля 1938 года в Новосибирске.
По судимости 1938 г. реабилитирован определением Военного трибунала СибВО 10 мая 1957 г., по судимости 1928 г. реабилитация, по заключению прокуратуры Новосибирской области, наступила 6 сентября 2002 г.

## Архив Жерновкова
Часть новониколаевского архива областника была уничтожена в начале 1970-х гг, во время сноса его дома, который находился в пойме Каменки, при заключении реки в коллектор. Сохранившиеся документы Жерновкова хранятся в Государственном архиве Новосибирской области (фонд Д-38), а также у краеведов С. А. Савченко и Ю. А. Мамонова в Новосибирске.

## Семья
Дед был священником. Отец — Иван Иванович Жерновков (1849 — 5 мая 1937), окончил Томское духовное училище, после чего был сельским священником сначала в селе Лебеди, затем в Коураке.
Жена — Александра Макаровна Жерновкова (1877 г.р.), от которой имел трёх дочерей: Клавдию (1907 г.р.), Галину (1908 г.р.) и Татьяну (1913 г.р.).